# Долгозеро (Ленинградская область)
До́лгозеро — упразднённая деревня на территории Винницкого сельского поселения Подпорожского района Ленинградской области России.

## История
Первое упоминание деревни, вероятно, относится к 1563 году. Так как часть листа утрачена, осталось лишь упоминание «Дер. ....гом озере», что вероятно означает «Дер. на Долгом озере».

Дер. ....гом же озере: Степанко Васильев, ввопче с Ондреем с Ондреевым сыном Судокова, на Иванову выть в той деревне з братьею пол-обжы, сеют в поле ржы 5 четверток, сена косят 6 коп[ён].

В 1710 году деревня относилась к приходу церкви Ильи пророка деревни Мягозеро.

да в том же вышеписанном дворовом числе переписных книг 186-го году написано было за Иваном Васильевым сыном Толбугиным в деревни Долгозере крестьянских 2 двора и ныне те дворы впусте…

По данным 1885 года в деревне находилась водяная мельница и нежилая усадьба.

ДОЛГОЗЕРО — деревня с усадьбой Долгозерского общества прихода Мягозерского погоста. Водяная мельница. 

Крестьянских дворов — 17. Строений — 22, в том числе жилых — 17. 

Число жителей по семейным спискам 1879 г.: 43 м. п., 43 ж. п.  

При ней усадьба. Строений — 1, в том числе жилых — 1. Необитаемая.

По данным на 1892 год при деревне находилось имение «французского подданого» Александра Ивановича Фукса.

 …публичная продажа недвижимого имения, принадлежащего должнику Фукс, состоящего в Новгородской губернии, Тихвинском уезде, 2-м стане, Пёлдушской волости, Мягозерском погосте, и заключающегося в земле под названием «дача Зиновий Наволок», при деревне Долгозеро и Мягозеро, в количестве 3135 десятин 1200 сажень…

В 1910 году упоминается часовня в деревне, страховая оценка стоимости — 25 руб. Часовня была приписана к Ильинской церкви в селе Мягозеро.

В честь св. Зосима и Савватия Соловецких угодников, деревянная, обшита тёсом, покрыта тёсом. Длина — 3 саж., ширина — 3 саж., высота — 1,5 саж. Окно — 1, дверей — 2 штуки. От соседских построек далеко.

В 1911 году в деревне насчитывалось 26 дворов, одна часовня и 179 человек.
В 1927 году деревня вошла в состав Мягозерского сельсовета. В 1927 году в деревне проживало 192 человека, а в 1958 — 54 человека.

Деревня Долгозеро на карте 1932 года

Согласно карте Ленинградской области Северо-западного аэрогеодезического треста ГГУ издания 1932 года деревня насчитывала 21 крестьянский двор. В деревне находилась часовня и мукомольная водяная мельница.

Деревня Долгозеро на карте 1940 года

Согласно топографической карте РККА 1940 года Долгозеро входило в куст деревень Мягозеро.
По данным 1966 года деревня Долгозеро входила в состав Мягозерского сельсовета.
В 1973 году входила в состав Курбинского сельсовета.
По данным 1990 года в составе Подпорожского района не значилась.
Ныне — урочище Долгозеро.

## География
Деревня находилась в южной части района на берегу одноимённого озера. Ранее через деревню проходила дорога, соединяющая деревню Миницкая и деревню Нюрговичи. А также из деревни начиналась дорога к деревне Мутнозеро.
Расстояние до ближайшей железнодорожной станции Подпорожье — 124 км.
Рядом с деревней протекает река Нижняя Курба.

## Демография
| 1879 | 1911 | 1927 | 1958 |
| ---- | ---- | ---- | ---- |
| 86   | ↗179 | ↗192 | ↘54  |